# Port lotniczy Petersburg-Pułkowo
Port lotniczy Petersburg-Pułkowo (IATA: LED, ICAO: ULLI) – międzynarodowy port lotniczy położony 14 km na południe od Petersburga. Jest jednym z największych portów lotniczych Rosji. W 2010 roku obsłużył ok. 8 milionów pasażerów.

## Historia
Pierwotnie lotnisko nazywało się Szossiejnaja, od nazwy pobliskiej stacji kolejowej Szossiejnaja. Budowa rozpoczęła się w styczniu 1931 roku i została zakończona 24 czerwca 1932. Pierwszy samolot wylądował o 17:31 tego dnia, po dwuipółgodzinnym locie z Moskwy, przewożąc pasażerów i pocztę.
W czasie II wojny światowej lotnisko znalazło się na linii frontu w niemieckim oblężeniu Leningradu. Nie było żadnych lotów w latach 1941–1944. Pobliskie wzgórza Pułkowo były zajęte przez wojska niemieckie i używane do codziennego ostrzeliwania Leningradu przez artylerię dalekiego zasięgu. Lotnisko zostało wyzwolone w styczniu 1944 roku, ale wznowienie lotów nastąpiło dopiero po naprawie lotniska w 1945 roku.
W lutym 1948 roku, lotnisko zostało całkowicie odbudowane i zaczęło obsługiwać regularne loty pasażerskie do największych miast ZSRR oraz mniejszych lotnisk północno-zachodniej Rosji.
W 1951 roku terminal został zmodernizowany do obsługi większych samolotów. W połowie lat 50. XX w. zakończono budowę nowego, rozszerzonego pasa startowego, co pozwoliło na obsługę większych samolotów, takich jak Ił-18 i Tu-104.
Standardy ICAO kategorii 1 zostały wprowadzone w 1965 roku. Lotnisko zostało przemianowane na „Pułkowo” 24 kwietnia 1973 roku. Nowy Terminal Pułkowo-1 został otwarty do obsługi ruchu krajowego, który co dziesięć lat wzrastał o 40–50%, w okresie 1970-1990.
Kod lotniska IATA „LED” pochodzi od dawniej nazwy „Leningrad”.

## Obecnie
W 2010 roku Pułkowo było czwartym najbardziej ruchliwym lotniskiem w Rosji, po lotniskach w Moskwie: Domodiedowo, Szeremietiewo i Wnukowo. Liczba lotów krajowych i międzynarodowych stale wzrasta. Przewiduje się, że w 2025 roku Pułkowo będzie obsługiwać ok. 17 mln pasażerów.
Istnieją dwa terminale pasażerskie: Pułkowo-1 dla lotów krajowych i Pułkowo-2 dla lotów międzynarodowych. Jest również jeden terminal cargo. Jest czterdzieści siedem miejsc postojowych dla samolotów. Planowane jest zwiększenie tej liczby do 100 w roku 2025.
Lotnisko posiada dwa pasy startowe. Pas 10R/28L (ros. 10п/28л) ma 3782 m długości i 60 m szerokości, z nawierzchnią asfaltową o podstawie ze zbrojonego betonu pancernego. Drugi pas startowy ma 3410 m długości i 60 m szerokości, z nawierzchnią asfaltową o podstawie ze zbrojonego betonu cementowego. Rekonstrukcja drugiego pasa startowego rozpoczęła się w 2007 roku.
Terminal 1, zbudowany w 1973 roku, służy głównie lotom na terytorium Rosji i do krajów WNP. Niektóre międzynarodowe loty czarterowe są również obsługiwane przez Terminal 1, ale zazwyczaj są to loty turystyczne lub prywatnych odrzutowców biznesowych, np. prywatny odrzutowiec należący do Steve Forbesa został obsłużony właśnie przez Terminal 1.
Terminal 2 jest przeznaczony do obsługi długodystansowych lotów międzynarodowych i został zbudowany w latach 50, a zmodernizowany w 2003 roku.

## Transport
- Minibusy „Marszrutka” obsługują kilka linii, niektóre z nich kursują po trasach autobusów miejskich i wykorzystują odpowiednie dla nich numery linii.
- Lotnisko Pułkowo jest obsługiwane przez dwie regularne linie autobusowe (nr 13 i 39).

Lotnisko jest dostępne dla prywatnych samochodów za pośrednictwem pobliskiej magistrali (Pułkowskoje szosse) z centrum Petersburga. Na terenie lotniska znajdują się parkingi samochodowe, zarówno krótko- jak i długoterminowe.

## Linie lotnicze i połączenia
| Linia lotnicza              | Kierunek |
| --------------------------- | --- |
| Aerofłot                    | 1. Moskwa-Szeremietiewo Sezonowo: 1. Antalya 2. Hurghada 3. Stambuł 4. Chabarowsk 5. Krasnojarsk 6. Phuket 7. Szarm el-Szejk 8. Soczi 9. Władywostok |
| Air Algerie                 | 1. Algier |
| Air Cairo                   | Sezonowe czartery: 1. Hurghada 2. Szarm el-Szejk |
| Air Serbia                  | 1. Belgrad |
| Ałrosa                      | 1. Moskwa-Wnukowo |
| Avia Traffic Company        | 1. Biszkek 2. Osz |
| Azerbaijan Airlines         | 1. Baku 2. Gandża |
| AZIMUT                      | 1. Kaługa 2. Sarańsk |
| Azur Air                    | Sezonowe czartery: 1. Antalya 2. Kolombo 3. Dalaman 4. Enfidha 5. Hurghada 6. Phuket 7. Szarm el-Szejk 8. Zanzibar |
| Belavia                     | 1. Mińsk |
| Centrum Air                 | 1. Urgencz |
| China Eastern Airlines      | Sezonowo: 1. Szanghaj-Pudong |
| Corendon Airlines           | Sezonowe czartery: 1. Antalya 2. Dalaman |
| Emirates                    | 1. Dubaj |
| Etihad Airways              | 1. Abu Zabi |
| Flydubai                    | 1. Dubaj |
| FlyOne                      | 1. Erywań |
| Georgian Airways            | 1. Tbilisi |
| Hainan Airlines             | 1. Pekin |
| IFly                        | Sezonowo: 1. Czyta 2. Chabarowsk |
| Ikar                        | 1. Iwanowo 2. Kurgan Sezonowe czartery: 1. Phuket |
| Izhavia                     | 1. Iżewsk |
| Kostroma Air Enterprise     | 1. Kostroma |
| Mahan Airlines              | Sezonowo: 1. Teheran-Imam Khomeini |
| Meraj Airlines              | Sezonowo: 1. Teheran-Imam Khomeini |
| NordStar                    | 1. Abakan 2. Krasnojarsk 3. Moskwa-Domodiedowo 4. Norylsk |
| Nordwind Airlines           | 1. Barnauł 2. Iwanowo 3. Kazań 4. Kemerowo 5. Magnitogorsk 6. Machaczkała 7. Moskwa-Szeremietiewo 8. Nowokuźnieck 9. Omsk 10. Orenburg 11. Samara 12. Soczi 13. Tomsk 14. Ufa Sezonowo: 1. Gornoałtajsk 2. Krasnojarsk 3. Magas 4. Teheran-Imam Khomeini Sezonowe czartery: 1. Cayo Coco |
| Nouvelair                   | Sezonowo: 1. Tunis |
| Pegasus Airlines            | 1. Stambuł-Sabiha Gökçen Sezonowo: 1. Antalya |
| Pobeda                      | 1. Astrachań 2. Czeboksary 3. Czelabińsk 4. Królewiec 5. Kirow 6. Machaczkała 7. Mineralne Wody 8. Mińsk 9. Moskwa-Szeremietiewo 10. Moskwa-Wnukowo 11. Niżniekamsk 12. Nowosybirsk 13. Perm 14. Samara 15. Saratów-Gagarin 16. Soczi 17. Stawropol 18. Tiumeń 19. Ufa 20. Uljanowsk 21. Władykaukaz 22. Wołgograd 23. Jekaterynburg |
| Qanot Sharq                 | 1. Buchara 2. Samarkanda |
| Red Wings                   | 1. Kutaisi 2. Moskwa-Domodiedowo 3. Moskwa-Żukowskij 4. Tbilisi 5. Tel Awiw Sezonowe czartery: 1. Phuket |
| Rossija                     | 1. Antalya 2. Apatyty 3. Archangielsk 4. Baku 5. Czelabińsk 6. Dubaj-Al Maktoum 7. Grozny 8. Irkuck 9. Stambuł 10. Królewiec 11. Kazań 12. Krasnojarsk 13. Machaczkała 14. Mineralne Wody 15. Moskwa-Domodiedowo 16. Moskwa-Szeremietiewo 17. Moskwa-Wnukowo 18. Murmańsk 19. Niżniewartowsk 20. Niżny Nowogród 21. Nowosybirsk 22. Omsk 23. Orenburg 24. Penza 25. Perm 26. Samara 27. Samarkanda 28. Soczi 29. Surgut 30. Syktywkar 31. Taszkent 32. Tiumeń 33. Ufa 34. Wołgograd 35. Jekaterynburg 36. Erywań |
| RusLine                     | 1. Chanty-Mansyjsk 2. Kotłas 3. Narjan-Mar 4. Tambow 5. Jarosław |
| S7 Airlines                 | 1. Irkuck 2. Moskwa-Domodiedowo 3. Nowosybirsk |
| SCAT Airlines               | 1. Astana |
| Severstal Avia              | 1. Czerepowiec 2. Uchta Sezonowo: 1. Apatyty 2. Sowietskij |
| Sichuan Airlines            | 1. Chengdu-Tianfu |
| Smartavia                   | 1. Archangielsk 2. Czelabińsk 3. Królewiec 4. Kazań 5. Moskwa-Szeremietiewo 6. Murmańsk 7. Niżny Nowogród 8. Nowosybirsk 9. Samara 10. Soczi 11. Syktywkar 12. Ufa 13. Jekaterynburg Sezonowo: 1. Krasnojarsk 2. Mineralne Wody 3. Orenburg 4. Perm 5. Tiumeń 6. Wołgograd |
| Somon Air                   | 1. Duszanbe 2. Chodżent |
| Southwind Airlines          | Sezonowe czartery: 1. Antalya 2. Hurghada 3. Szarm el-Szejk |
| Tunisair                    | Sezonowo: 1. Monastyr |
| Turkish Airlines            | 1. Stambuł Sezonowo: 1. Antalya 2. Bodrum 3. Dalaman |
| Ural Airlines               | 1. Biszkek 2. Duszanbe 3. Królewiec 4. Chodżent 5. Kulab 6. Moskwa-Domodiedowo 7. Osz 8. Soczi 9. Jekaterynburg Sezonowo: 1. Gornoałtajsk |
| UTair Aviation              | 1. Baku 2. Moskwa-Wnukowo 3. Samarkanda 4. Surgut 5. Erywań |
| UVT Aero                    | Sezonowo: 1. Tobolsk |
| Uzbekistan Airways          | 1. Buchara 2. Fergana 3. Samarkanda 4. Taszkent 5. Termez 6. Urgencz |
| Vologda Aviation Enterprise | 1. Wołogda |
| Yakutia Airlines            | 1. Jakuck |
| Yamal Airlines              | 1. Nadym 2. Nowy Urengoj 3. Nojabrsk 4. Salechard |

### Cargo
| Linia lotnicza          | Kierunek                                        |
| ----------------------- | ----------------------------------------------- |
| AirBridgeCargo Airlines |                                                 |
| Asiana Cargo            | 1. Göteborg-Landvetter 2. Seul-Inczon 3. Wiedeń |